# Nils Lofgren
Nils Lofgren (* jako Nils Hilmer Lofgren; 21. června 1951, Chicago, Illinois, USA) je americký kytarista, akordeonista, hudební skladatel a zpěvák, nejvíce známý jako člen skupin The E Street Band Bruce Springsteena a Crazy Horse Neila Younga.